# Idaea pecharia
Idaea pecharia är en fjärilsart som beskrevs av Otto Staudinger 1863. Idaea pecharia ingår i släktet Idaea och familjen mätare. Inga underarter finns listade i Catalogue of Life.